# Noche de Guy Fawkes

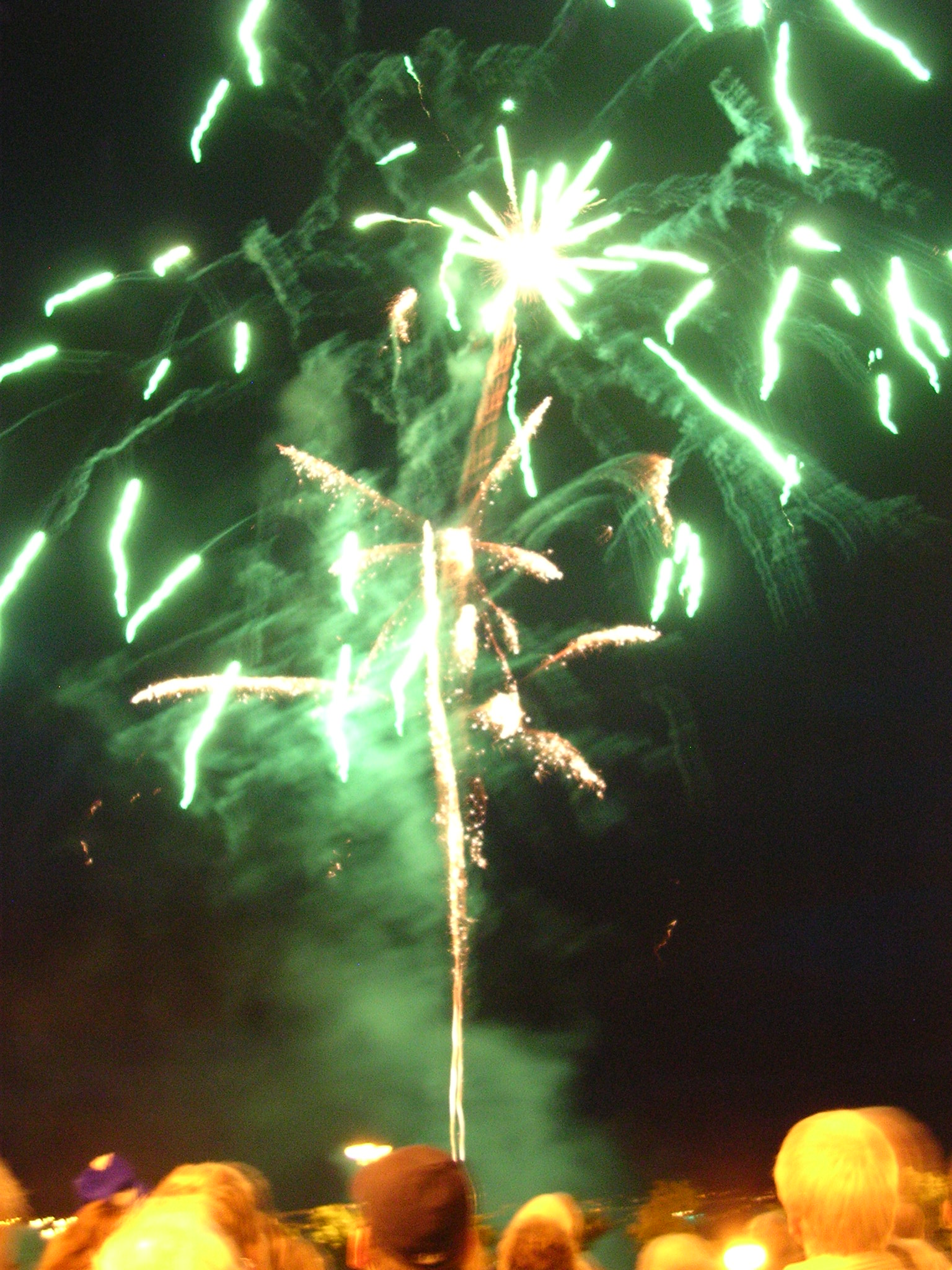
Fuegos artificiales durante la conmemoración de la Noche de Guy Fawkes.

La Noche de Guy Fawkes (en inglés: Guy Fawkes Night), también conocida como Bonfire Night (la noche de las hogueras), Cracker Night ("la noche de los petardos") o Fireworks Night (la noche de los fuegos artificiales), es una celebración que se realiza en el Reino Unido la noche del 5 de noviembre. 
El festejo conmemora el fracaso del atentado del 5 de noviembre de 1605, conocido como la conspiración de la pólvora, mediante el cual una facción de católicos, entre los que se encontraba Guy Fawkes, intentaron destruir el palacio de Westminster, la sede del parlamento en Londres.

## Origen de la fiesta de Guy Fawkes

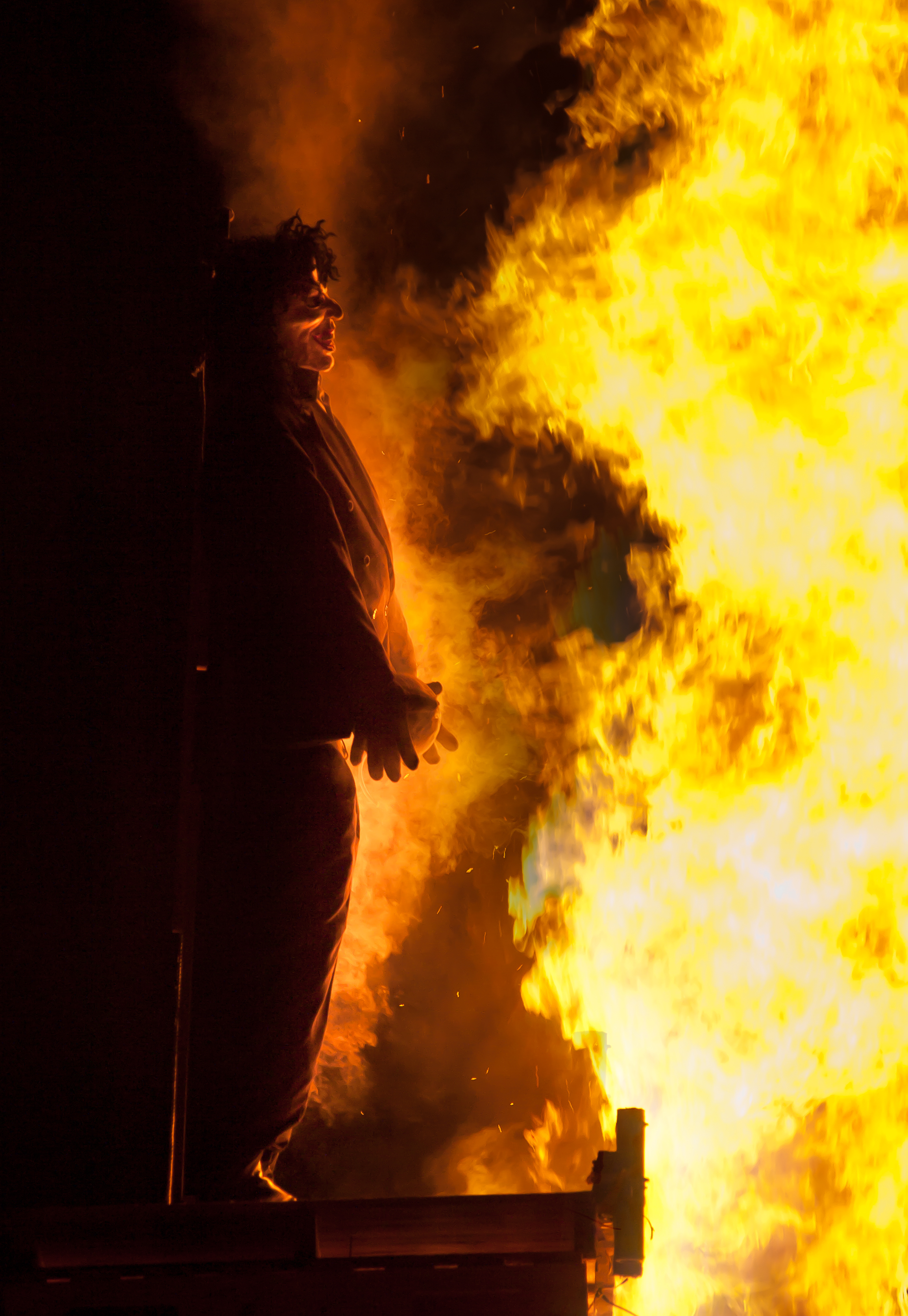
Una figura de Fawkes, quemada el 5 de noviembre de 2010 en Billericay.

La "noche de Guy Fawkes" se origina en la Conspiración de la pólvora de 1605, un complot fallido de un grupo de católicos ingleses para asesinar al rey protestante Jacobo I y reemplazarlo con un jefe de Estado católico. Inmediatamente después del arresto del 5 de noviembre de Guy Fawkes, atrapado protegiendo un alijo de pólvora colocado debajo de la Cámara de los Lores, los londinenses celebraron la supervivencia del rey con el encendido de hogueras, lo que fue permitido por la autoridad siempre y cuando se realizaran "sin ningún peligro o desorden ",  por lo cual 1605 fue el primer año en que se celebró el fracaso del complot. El siguiente enero, días antes de que los conspiradores sobrevivientes fueran ejecutados, el Parlamento aprobó la Ley de Observancia del 5 de noviembre, comúnmente conocida como la "Ley de Acción de Gracias". Fue propuesta por un miembro del Parlamento puritano, Edward Montagu, quien sugirió que la aparente salvación del rey por intervención divina merecía alguna medida de reconocimiento oficial, y se estableció el 5 de noviembre como un día libre, de acción de gracias, mientras que en teoría hacía obligatoria la asistencia a la Iglesia. También se agregó una nueva forma de servicio al Libro de Oración Común de la Iglesia de Inglaterra, para su uso en esa fecha.
Poco se sabe sobre las primeras celebraciones. En asentamientos como Carlisle, Norwich y Nottingham, los gobiernos municipales proporcionaron música y salvas de artillería. Canterbury celebró el 5 de noviembre de 1607 con 48 kg de pólvora y 6,4 kg de fósforo, y tres años más tarde se proporcionó comida y bebida para los dignatarios locales, así como música, fuegos artificiales y un desfile de la milicia local. Aún menos se sabe de cómo la ocasión fue conmemorada por primera vez por el público en general, aunque los registros indican que en la fortaleza protestante de Dorchester se leyó un sermón, sonaron las campanas de la iglesia y se encendieron hogueras y fuegos artificiales.
En el este de Inglaterra, desde 1605, era obligatorio por decreto, celebrar la salvación del rey. La celebración incluía espectáculos de pirotecnia y la construcción de hogueras sobre las que se quemaban los guys, unos muñecos representando la efigie de Guy Fawkes, el más conocido de todos los conspiradores de 1605. En la víspera del 5 de noviembre, los niños usaban los guys para pedir dinero.

## Día de Guy Fawkes

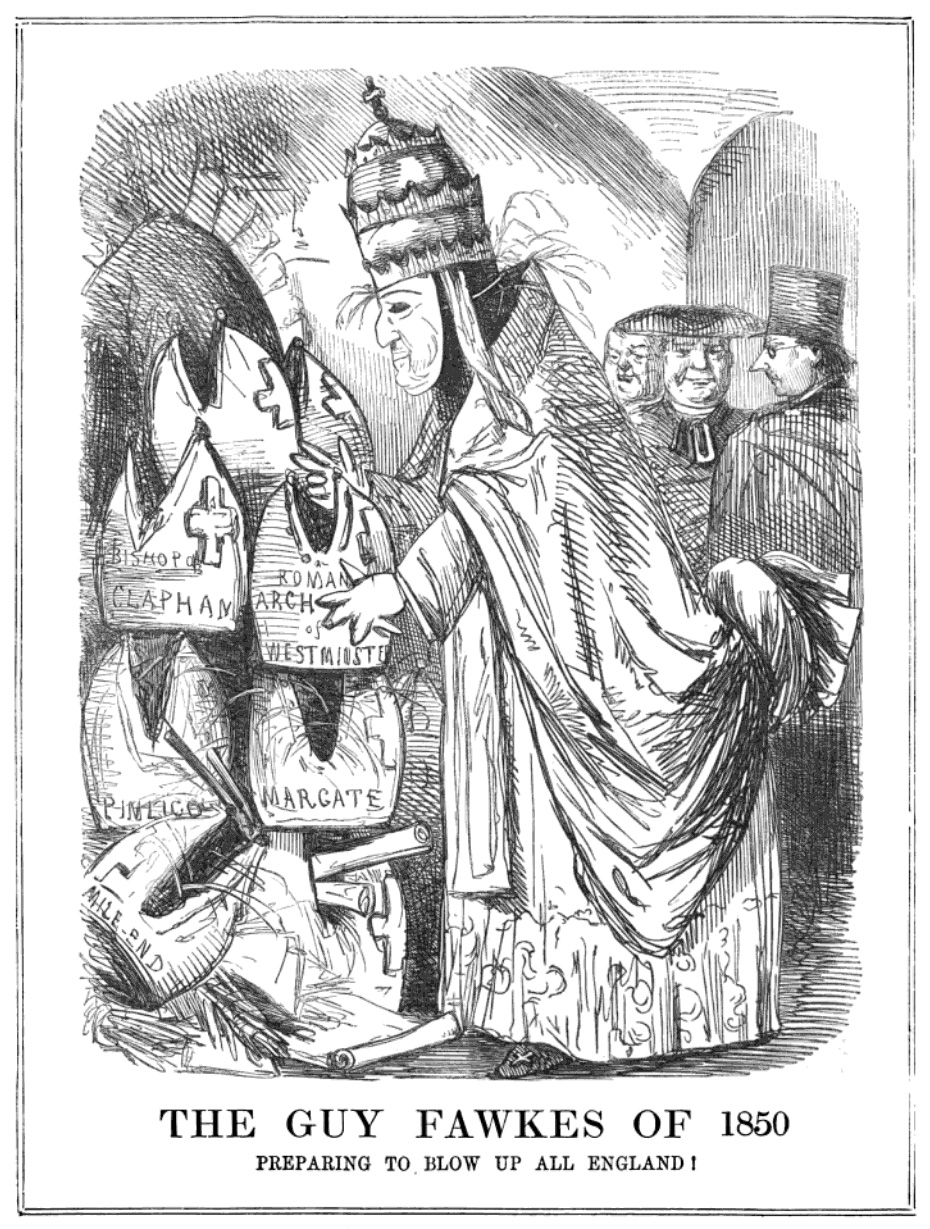
La restauración de la jerarquía Católica en 1850 provocó una fuerte reacción. Este dibujo es de la edición del Punch, impresa en noviembre de ese año.

El cumpleaños de Guillermo III cayó el 23 de noviembre, y para los whigs ortodoxos los dos días se convirtieron en un importante  aniversario doble. Guillermo ordenó que se modificara el servicio de acción de gracias para el 5 de noviembre para incluir gracias por su "feliz llegada" y "la liberación de nuestra Iglesia y nación". En la década de 1690 Guillermo restableció el dominio protestante en Irlanda, y la "Fifth", ocasionalmente marcada por el sonido de las campanas de la iglesia y las cenas cívicas, fue eclipsada por las conmemoraciones de sus cumpleaños. A partir del siglo XIX, las celebraciones del 5 de noviembre se convirtieron en sectarias. Su celebración en Irlanda del Norte sigue siendo controvertida, a diferencia de Escocia, donde se siguen encendiendo hogueras en varias ciudades. Sin embargo, en Inglaterra, como uno de los 49 días festivos oficiales, para la clase dominante el 5 de noviembre fue ensombrecido por eventos como los cumpleaños del almirante Edward Vernon o John Wilkes, y bajo Jorge II y Jorge III, con la excepción del levantamiento jacobita de 1745, fue en gran medida "un entretenimiento educado en lugar de una ocasión para una acción de gracias vitriólica". Sin embargo, para las clases bajas, el aniversario fue una oportunidad para enfrentar el desorden contra el orden, y un pretexto para la violencia y la juerga incontrolada. En algún momento, por razones que no están claras, se convirtió en costumbre quemar un muñeco de Guy Fawkes, en lugar de uno del Papa. Poco a poco, el Día de la Traición de la Pólvora se convirtió en el Día de Guy Fawkes. En 1790, "The Times" informó los primeros casos de niños "... pidiendo dinero para Guy Faux", y un informe del 4 de noviembre de 1802 describió cómo "un grupo de tipos ociosos ... con alguna figura horrible vestida como un Guy Faux "fueron condenados por mendigar y recibir dinero", y fueron encarcelados como "personas ociosas y desordenadas". La Fifth se convirtió en "una ocasión polisémica, repleta de referencias cruzadas polivalentes, lo que significa todo para todos los hombres". Continuaron los disturbios de las clase bajas, con informes en Lewes de disturbios anuales, intimidación de "respetables propietarios"  y el rodar por las calles de barriles de alquitrán encendidos. En Guildford, bandas de juerguistas que se autodenominaban "guys" aterrorizaban a la población local; los enfrentamientos estaban más relacionados con la solución de viejas disputas y el caos general que con cualquier reminiscencia histórica. Surgieron problemas similares en Exeter, originalmente el escenario de celebraciones más tradicionales. En 1831 se quemó una efigie del nuevo obispo de Exeter Henry Phillpotts, un alto anglicano de la Iglesia y un alto conservador que se opuso a la reforma parlamentaria, y que también era sospechoso de estar involucrado en un "pantano rastrero". La prohibición local de los fuegos artificiales en 1843 fue ignorada en gran medida, y los intentos de las autoridades de suprimir las celebraciones resultaron en protestas violentas y varios agentes heridos.

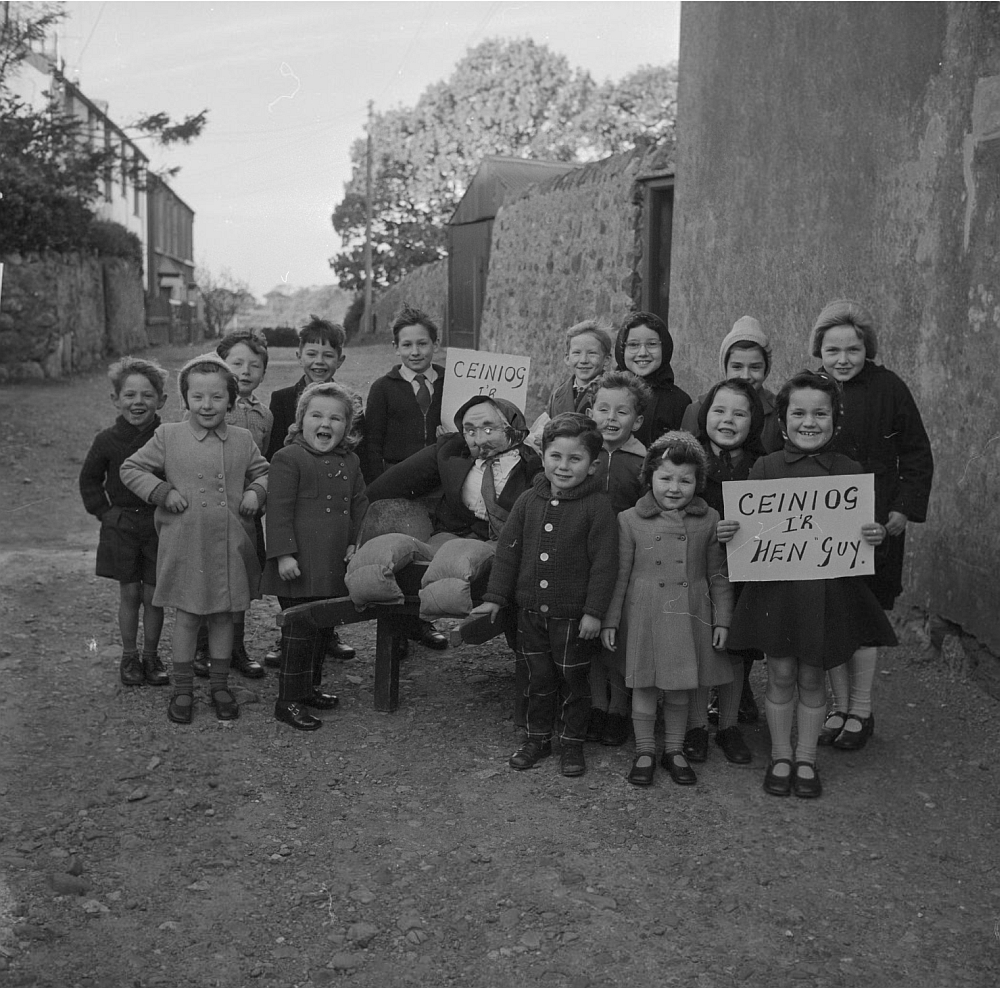
Un grupo de niños en Caernarfon, en noviembre de 1962, junto con su muñeco de Guy Fawkes. El cartel dice "Penny for the Guy" en galés ("un penique para Guy").

En varias ocasiones durante el siglo XIX, "The Times" informó que la tradición estaba en declive, siendo "casi olvidada en los últimos años", pero en opinión del historiador David Cressy, tales informes reflejan "ciertas tendencias victorianas", incluida una disminución del celo de los religiosos protestantes — relajando la observancia general del Fifth. Los disturbios civiles provocados por la unión de los Reinos de Gran Bretaña e Irlanda en 1800 hicieron que el Parlamento aprobara el Acta de Ayuda Católica de 1829, que otorgó a los católicos mayores derechos civiles, continuando el proceso de Emancipación Católica en los dos reinos. Las denuncias tradicionales del catolicismo habían disminuido desde principios del siglo XVIII, y muchos incluida la reina Victoria, pensaban que estaban desactualizadas, pero la restauración en 1850 promulgada por el Papa de la jerarquía católica inglesa dio un renovado significado al 5 de noviembre, como lo demuestran las quemas de muñecos del nuevo arzobispo católico de Westminster, Nicholas Wiseman, y del Papa. En el mercado de Farringdon 14 figuras fueron llevadas desde el Strand y sobre el puente de Westminster hasta Southwark, mientras que se llevaron a cabo amplias manifestaciones en los suburbios de Londres. Las figuras de los 12 nuevos obispos católicos ingleses desfilaron a través de Exeter, que ya era el escenario de un grave desorden público en cada aniversario de la Fifth. Gradualmente, sin embargo, tales escenas se hicieron menos populares. Con poca resistencia en el Parlamento, se abolió la oración de acción de gracias del 5 de noviembre contenida en el "Libro Anglicano de Oración Común", y en marzo de 1859 la Ley de observancia de los días de aniversario derogó la Observancia del 5 de noviembre. A medida que las autoridades lidiaron con los peores excesos, el decoro público fue restaurado gradualmente. La venta de fuegos artificiales fue restringida, y los "guys" de Guildford fueron neutralizados en 1865. La violencia continuó en Exeter durante algunos años, llegando a su punto máximo en 1867 cuando, enfurecidos por el aumento de los precios de los alimentos y la prohibición de realizar la hoguera tradicional, una multitud fue expulsada dos veces en una noche en Cathedral Close por infantería armada. Otros disturbios ocurrieron en 1879, pero no hubo más hogueras en Cathedral Close después de 1894. En otros lugares, los casos esporádicos de desorden público persistieron hasta entrado el siglo XX, acompañados de un gran número de accidentes relacionados con fuegos artificiales, pero un Código nacional sobre fuegos artificiales y una seguridad pública mejorada en la mayoría de los casos puso fin a tales cosas.

## Platos típicos
Durante estas fiestas se preparan diversos platos típicos de la fecha, tales como manzanas caramelizadas, jacket potatoes (patatas asadas, tradicionalmente, en la hoguera), guisantes negros con vinagre, o el bonfire toffee (caramelo de la hoguera) entre otros.